# 아미나 칸
아미나 칸(영어: Armeena Khan, 1987년 3월 30일 ~ )은 파키스탄, 캐나다의 배우, 모델이다.